# Dommin
Dommin – amerykański zespół rockowy powstały w Los Angeles w 2000 roku. 2 lutego 2010 roku wydali swój debiutancki album, Love Is Gone.

## Muzycy
- Kristofer Dommin – wokal, gitara
- Billy James – bas
- Konstantine – keyboard
- Cameron Morris – perkusja

## Dyskografia
- Mend Your Misery (grudzień 2006)
- Dommin E.P. (7 czerwca 2009)
- Love Is Gone (2 lutego 2010)
- Rise (15 czerwca 2015)
- Rare (13 września 2016)
- Beautiful Crutch (22 grudnia 2016)
- The Martyr (14 lutego 2025)